# Allonectella guaranitica
Allonectella guaranitica är en svampart som först beskrevs av Speg., och fick sitt nu gällande namn av Rossman 1979. Allonectella guaranitica ingår i släktet Allonectella och familjen Nectriaceae.   Inga underarter finns listade i Catalogue of Life.